# Gaius Ligustinius Disertus
Gaius Ligustinius Disertus (vollständige Namensform Gaius Ligustinius Gai filius Clustumina Disertus) war ein im 2. Jahrhundert n. Chr. lebender Angehöriger der römischen Armee.
Durch eine Inschrift, die in Pitinum Mergens gefunden wurde, ist die militärische Laufbahn von Disertus bekannt. Er diente zunächst in der Prätorianergarde und stieg bis zum Beneficiarius des Praefectus praetorio auf. Nach seiner regulären Dienstzeit von 16 Jahren bei den Prätorianern verblieb er als Evocatus Augusti in der Armee. Als Evocatus übernahm er vermutlich Verwaltungsaufgaben oder war für das Training der Soldaten zuständig.
Danach diente er als Centurio in den folgenden Legionen (in dieser Reihenfolge): in der Legio XX Valeria Victrix, die ihr Hauptlager in Deva Victrix in der Provinz Britannia hatte, in der Legio IIII Scythica, die ihr Hauptlager in Zeugma in der Provinz Syria hatte und zuletzt ein weiteres Mal in der Legio XX Valeria Victrix.
Disertus war in der Tribus Clustumina eingeschrieben und stammte vermutlich aus Pitinum Mergens. Die Inschrift wurde durch seinen Freigelassenen Eutyches errichtet; bei der Einweihung der Inschrift wurden die Decurionen und das Volk mit Süßwaren und Mulsum bewirtet (cuius dedicatione decurionibus et plebei crustulum et mulsum dedit).
Die Inschrift wird bei der Epigraphik-Datenbank Clauss-Slaby auf 101/150 datiert. Möglicherweise wurde Disertus zur Legio IIII Scythica versetzt, als der Statthalter Britanniens, Sextus Iulius Severus von Hadrian zur Niederschlagung des Bar-Kochba-Aufstands um 133/134 in die Provinz Iudaea entsandt wurde.